# Ján Rešetko
Ján Rešetko (4. srpna 1917 Ploské – 21. dubna 1953 Věznice Pankrác) byl slovenský poručík Československé armády a protikomunistický odbojář odsouzený v politickém procesu komunistickým režimem k trestu smrti a v roce 1953 popraven.

## Životopis
Narodil se v roce 1917 v obci Ploské.

### Druhá světová válka
Během druhé světové války se zapojil do protinacistického odboje. Byl spoluzakladatelem partyzánské organizace Hurban. Jako velitel této skupiny se pak účastnil Slovenského národního povstání.

### Po válce

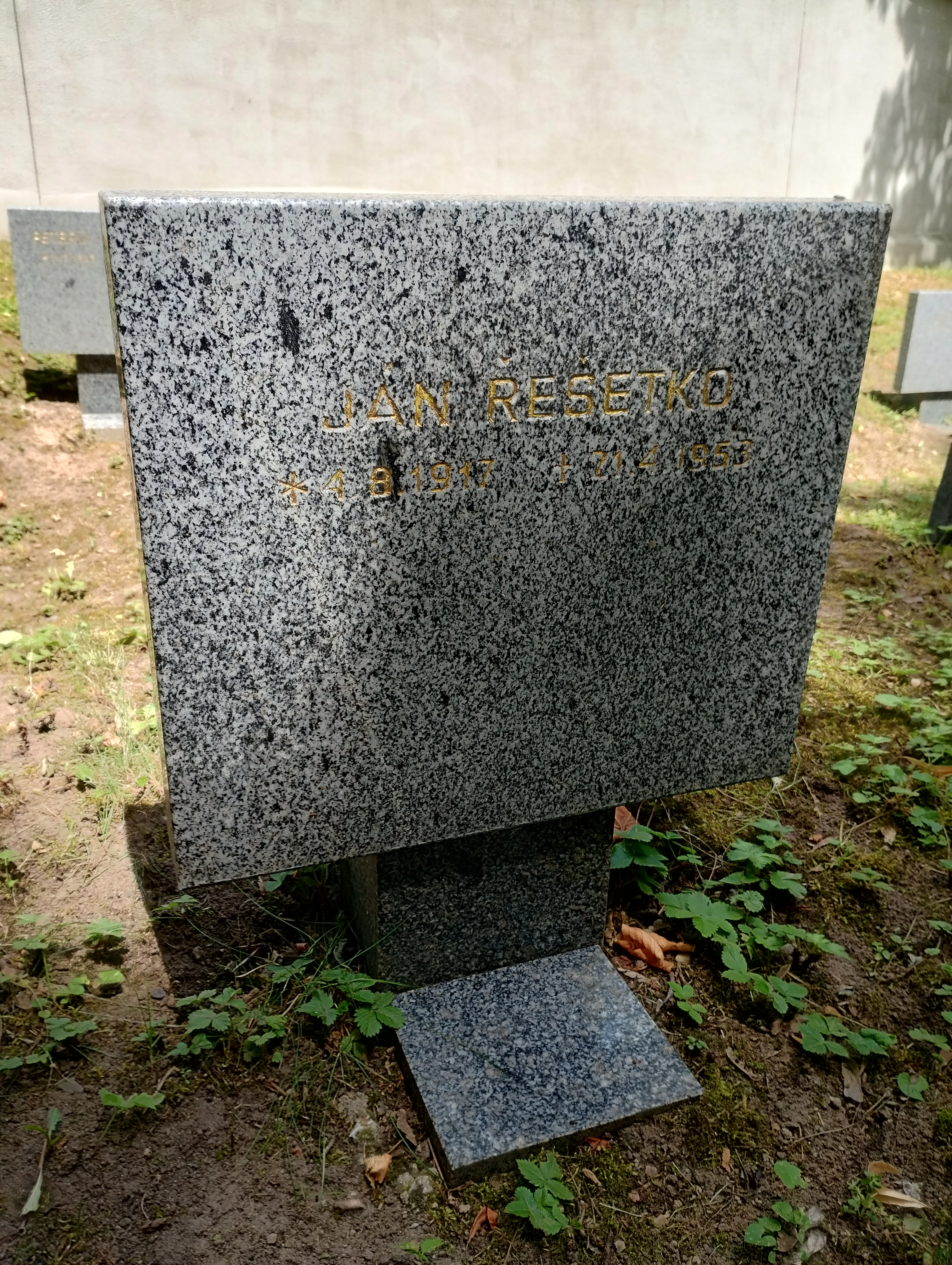
Symbolický náhrobek J. Řešetka na Čestném pohřebišti v Ďáblicích

Po konci války se zapojil do protikomunistického odboje. Stal se přitom členem organizace Biela légia, přičemž prováděl i ozbrojenou činnost. Skupina kolem Rešetka měla sdružovat asi 150 odbojářů. Později však byla infiltrována agenty Státní bezpečnosti. Poté byl zatčen a v politickém procesu jako člen skupiny Rešetko a spol. v říjnu 1952 odsouzen k trestu smrti. Spolu s ním byli v procesu odsouzeni k trestu smrti další tři odbojáři a řadě dalších pak byly uděleny dlouholeté tresty odnětí svobody. Popraven byl v dubnu 1953.